# Mandy Wötzel
Mandy Wötzel (Karl-Marx-Stadt, 21 juli 1973) is een Duits voormalig kunstschaatsster. Wötzel nam deel aan drie edities van de Olympische Winterspelen: Albertville 1992 (met Axel Rauschenbach), Lillehammer 1994 en Nagano 1998 (met Ingo Steuer). Wötzel en Steuer wonnen in 1998 olympisch brons bij de paren. Ze waren in 1995 Europees kampioen en in 1997 wereldkampioen.

## Biografie
Mandy Wötzel begon haar schaatscarrière als paarrijdster met Axel Rauschenbach. De twee waren in 1989 en 1990 de laatste Oost-Duitse kampioenen bij de paren voor de Duitse hereniging. Rauschenbach raakte Wötzel in 1989 tijdens een van de trainingen met zijn schaats aan haar hoofd; ze lag als gevolg hiervan drie maanden in het ziekenhuis en artsen adviseerden haar te stoppen met schaatsen. Ze weigerde echter. Wötzel en Rauschenbach wonnen zilver bij de EK van 1989 en werden achtste tijdens de Olympische Spelen in Albertville. Rauschenbach was teleurgesteld in het resultaat en stopte abrupt met kunstschaatsen.
Ze werd vervolgens gekoppeld aan Ingo Steuer. De paarrijders waren vier keer Duits kampioen (1993, 1995-97) en grepen vijf keer net naast het goud bij de Europese- (1993, 1996 en 1997) en wereldkampioenschappen (1993, 1996). In 1995 werden Wötzel en Steuer uiteindelijk Europees kampioen, gevolgd door de wereldtitel in 1997. Het seizoen 1996/97 was hun succesvolste jaar toen ze, naast nationaal- en wereldkampioen, ook de Grand Prix-finale, Skate Canada, de Cup of Russia en de Nations Cup wonnen. Ze wonnen in 1998 olympisch brons tijdens de Olympische Spelen in Nagano en beëindigden hierna hun carrière.
Steuer en Wötzel schaatsten vervolgens enige jaren in ijsshows. In 2006 deed Wötzel met bokser Sven Ottke mee aan de Duitse versie van het televisieprogramma Dancing on Ice. Ze emigreerde een jaar later naar Melbourne, Australië, waar ze sinds 2008 werkt als schaatscoach. Wötzel is gehuwd met haar Australische partner en kreeg in 2012 een zoon.

## Belangrijke resultaten
1987-1992 met Axel Rauschenbach, 1992-1998 met Ingo Steuer (tot 1990 voor de DDR uitkomend, daarna voor Duitsland)
| Kampioenschap           | 87/88  | 88/89  | 89/90 | 90/91 | 91/92  |        | 92/93  | 93/94 | 94/95  | 95/96  | 96/97  | 97/98 |
| ----------------------- | ------ | ------ | ----- | ----- | ------ | ------ | ------ | ----- | ------ | ------ | ------ | ----- |
| Olympische Spelen       |        |        |       |       | 8e     |        | t.z.t. |       |        |        | Brons  |       |
| Wereldkampioenschap     | 8e     |        | 7e    |       |        | Zilver | 4e     | 5e    | Zilver | Goud   |        |       |
| Europees kampioenschap  | 5e     | Zilver |       | 5e    | 6e     | Zilver | 5e     | Goud  | Zilver | Zilver |        |       |
| Grand Prix-finale       |        |        |       |       |        |        |        |       | Brons  | Goud   | Zilver |       |
| Nationaal kampioenschap | Zilver | Goud   | Goud  | Goud  | Zilver | Goud   |        | Goud  | Goud   | Goud   |        |       |

- Gemeinsame Normdatei: 1217313680
- Virtual International Authority File: 7402160001848030300003